# Archiborborus quadrinotus
Archiborborus quadrinotus är en tvåvingeart som först beskrevs av Jacques-Marie-Frangile Bigot 1888.  Archiborborus quadrinotus ingår i släktet Archiborborus och familjen hoppflugor. Inga underarter finns listade i Catalogue of Life.